# Bahita curtula
Bahita curtula är en insektsart som beskrevs av Rauno E. Linnavuori och Delong 1978. Bahita curtula ingår i släktet Bahita och familjen dvärgstritar. Inga underarter finns listade i Catalogue of Life.